# Smrečany
Smrečany este o comună slovacă, aflată în districtul Liptovský Mikuláš din regiunea Žilina. Localitatea se află la altitudinea de 701 m deasupra n.m., se întinde pe o suprafață de 8,05 km2 și în 2017 număra 653 de locuitori. Se învecinează cu comuna Žiar.

## Istoric
Localitatea Smrečany este atestată documentar din 1299.

## Demografie
| An:                | 1994 | 2004   | 2014   | 2024    |
| ------------------ | ---- | ------ | ------ | ------- |
| Număr de persoane: | 612  | 621    | 623    | 704     |
| Diferență:         |      | +1,47% | +0,32% | +13,00% |

| An:                | 2023 | 2024   |
| ------------------ | ---- | ------ |
| Număr de persoane: | 701  | 704    |
| Diferență:         |      | +0,42% |